# Khalifa Sports City Hall
Khalifa Sports City Hall – hala widowiskowo-sportowa w Madinat Isa, w Bahrajnie. Została wybudowana w latach 2006–2008 tuż obok stadionu sportowego. Może pomieścić 3600 widzów. Obiekt przeznaczony jest do uprawiania różnych sportów, m.in. piłki ręcznej, koszykówki, siatkówki czy badmintona. W hali rozegrano większość spotkań mistrzostw Azji w piłce ręcznej w latach 2014 oraz 2016.